# Desa Tanakbeak (administrativ by i Indonesien, lat -8,54, long 116,31)
Desa Tanakbeak är en administrativ by i Indonesien.   Den ligger i provinsen Nusa Tenggara Barat, i den sydvästra delen av landet, 1 100 km öster om huvudstaden Jakarta. Desa Tanakbeak ligger på ön Lombok Island.